# 勁爆女子監獄
《女子监狱》（英語：Orange Is the New Black）是一部美国喜劇劇集，根据派珀·克爾曼的监狱经历回忆录《Orange Is the New Black: My Year in a Women's Prison》改编，制作人为珍姬·可汗，由獅門電視和Tilted Productions聯合製作。2013年7月11日在Netflix首播。
2018年10月，確定第七季會是最後一季，於2019年7月26日播放。
本劇因對囚犯極具人性化的描寫以及包含種族、性別、性取向及政治等多元議題而備受讚譽。劇集中又展示了美國監獄各種形式的腐敗，包括監獄私有化、私營監獄削減資金以賺取數百萬美元的利潤、人滿為患、獄警的虐待行為和種族歧視等（以及其他問題）如何影響著囚犯和獄警的安全、健康和福利；以及監獄無法履行其作為懲戒機關的基本法律責任和道德義務。
自播出以來，此劇獲得了16項艾美獎提名和四個獎項。在第一季中，獲得了12項艾美獎提名，最後贏得最佳喜劇、最佳喜劇寫作和最佳導演等三項大獎。主演泰勒·席林獲得金球獎劇情類劇集最佳女主角提名。在第二季中，本劇又獲得了四個艾美獎提名，其中包括最佳戲劇；飾演瘋眼的女演員烏佐·阿杜巴贏得了戲劇最佳女配角。《勁》是第一部在喜劇和戲劇類影片中同時獲艾美獎提名的劇集。另外還獲得了六項金球獎提名，六項美國編劇工會獎獎提名；以及美國製片人協會、美國電影學會和皮博迪獎分別一項獎狀提名。
2013年，美國電影學院將本劇評為年度十大電視節目之一。2019年，獲《衛報》評選為21世紀百大最佳電視節目之一。

## 劇情
故事圍繞一名年約30多歲的女子派珀·查普曼（泰勒·席林飾）展開，她開始在紐約州北部的低戒備女子聯邦監獄—利奇菲爾德監獄服刑。查普曼本來正在紐約過著守秩序又安穩的生活，但因在多年前協助毒品走私犯兼前女友艾莉克斯·沃斯（劳拉·普莱潘飾）運毒，在某日突然被起訴過去的罪行繼而入獄，結果破壞了她與未婚夫、家人和朋友的關係。在監獄中，查普曼與使其入獄的艾莉克斯重遇，期間重新審視兩人關係。與此同時，查普曼和其他囚犯需面對監獄裡的眾多鬥爭和不公義。

## 角色

### 主要角色
| 演員                | 人物            | 登場季數 | 登場季數 | 登場季數 | 登場季數 | 登場季數 | 登場季數 | 登場季數 | 登場季數 |
| 演員                | 人物            | 1        | 2        | 3        | 4        | 5        | 6        | 7        |          |
| ------------------- | --------------- | -------- | -------- | -------- | -------- | -------- | -------- | -------- | -------- |
| 泰勒·席林           | 派珀·查普曼     | 主演     | 主演     | 主演     | 主演     | 主演     | 主演     | 主演     |          |
| 劳拉·普莱潘         | 艾莉克斯·沃斯   | 主演     | 常設     | 主演     | 主演     | 主演     | 主演     | 主演     |          |
| 凯特·穆格鲁         | 嘉蓮娜·雷尼科夫 | 主演     | 主演     | 主演     | 主演     | 主演     | 主演     | 主演     |          |
| 娜塔莎·雷昂         | 尼可·尼蔻斯     | 常設     | 主演     | 主演     | 主演     | 主演     | 主演     | 主演     |          |
| 雅艾爾·斯通         | 羅娜·摩蕾洛     | 常設     | 常設     | 主演     | 主演     | 主演     | 主演     | 主演     | 主演     |
| 塔倫·曼寧           | 蒂芬妮·道格     | 常設     | 主演     | 主演     | 主演     | 主演     | 主演     | 主演     |          |
| 麗亞·迪拉利亞       | 凱莉·布萊克     | 常設     | 常設     | 常設     | 主演     | 主演     | 客串     | 客串     |          |
| 達尼埃爾·布魯克斯   | 泰莎·傑佛遜     | 常設     | 主演     | 主演     | 主演     | 主演     | 主演     | 主演     |          |
| 萨米拉·威利         | 普塞·華盛頓     | 常設     | 常設     | 主演     | 主演     | 客串     |          | 客串     |          |
| 艾莉安·C·摩爾       | 辛蒂·海耶斯     | 常設     | 常設     | 主演     | 主演     | 主演     | 主演     | 主演     | 主演     |
| 烏佐·阿杜巴         | 蘇珊·沃倫       | 常設     | 主演     | 主演     | 主演     | 主演     | 主演     | 主演     |          |
| 達絲莎·坡蘭科       | 達雅納拉·狄亞茲 | 常設     | 常設     | 主演     | 主演     | 主演     | 主演     | 主演     | 主演     |
| 莎蕾妮絲·萊娃       | 葛洛利亞·孟多薩 | 常設     | 常設     | 主演     | 主演     | 主演     | 主演     | 主演     | 主演     |
| 伊莉莎白·羅德里格斯 | 艾蓮達·狄亞茲   | 常設     | 常設     | 常設     | 主演     | 主演     | 主演     | 主演     |          |
| 潔姬·克魯茲         | 瑪利索·岡薩雷斯 | 常設     | 常設     | 常設     | 主演     | 主演     | 主演     | 主演     |          |
| 潔西卡·皮門特爾     | 瑪麗亞·路易茲   | 常設     | 常設     | 常設     | 常設     | 主演     | 主演     | 主演     |          |
| 勞拉·戈麥斯         | 布蘭卡·芙羅絲   | 常設     | 常設     | 常設     | 常設     | 常設     | 主演     | 主演     |          |
| 黛爾·索爾斯         | 弗蕾達·柏林     |          | 常設     | 常設     | 常設     | 常設     | 主演     | 主演     |          |
| 尼克·桑多           | 喬·卡普托       | 常設     | 常設     | 主演     | 主演     | 主演     | 主演     | 主演     |          |
| 麥可·夏尼           | 山姆·希利       | 主演     | 主演     | 主演     | 主演     | 主演     | 客串     | 客串     |          |
| 傑森·畢格斯         | 賴瑞·布魯姆     | 主演     | 主演     |          |          | 客串     |          | 客串     |          |

| 角色            | 演員                | 介紹 |
| 派珀·查普曼     | 泰勒·席林           | 角色原型為派珀·克爾曼。曾受過高等教育、出身富裕家庭的白人女子。原本過著安穩生活，與未婚夫賴瑞論及婚嫁，但因早年協助過前女友在歐洲運毒，某日行徑被供出遭判刑15個月。入獄後和賴瑞漸行漸遠，並與艾莉克斯重燃起愛火。 |
| 艾莉克斯·沃斯   | 劳拉·普莱潘         | 前國際販毒組織成員，因串謀走私海洛因入獄。女同性戀者，早年曾與派柏交往並讓其加入毒品交易。曾說服派珀在歐洲某個機場透過海關走私毒品現金，二人後來分手。多年後，艾莉克斯在作證時供出了派柏的名字導致其入獄。和派珀有著複雜的感情關係。角色原型為回憶錄中的Catherine Cleary Wolters。 |
| 嘉蓮娜·雷尼科夫 | 凯特·穆格鲁         | 綽號「紅老大」（Red），有著一頭紅髮的俄羅斯裔，為利奇菲爾德監獄中最具影響力的白人領袖，也是廚房負責人兼主廚，受到大部分囚犯尊敬又或是恐懼。 |
| 尼可·尼蔻斯     | 娜塔莎·雷昂         | 暱稱尼姬，出身於紐約的一個富裕猶太家庭，由於自小缺乏家庭溫暖，年少時便依賴海洛因導致毒品成癮。早年因入屋盜竊及藏有海洛因入獄。女同性戀者，常常在監獄和其他女囚犯廝混，但其實一直愛著羅娜。 |
| 羅娜·摩蕾洛     | 雅艾爾·斯通         | 意大利裔，外表甜美無邪，實際上患有精神疾病，包括情愛妄想。因跟蹤及騷擾一位名為克里斯多福的男子而入獄。在監獄中和尼可形影不離並維持著性關係。第三季透過書信認識了一名叫文尼的筆友，兩人後來在監獄裡結婚。 |
| 蒂芬妮·道格     | 塔倫·曼寧           | 綽號「潘斯塔琪」（Pennsatucky），潘斯塔琪是賓州與肯塔基州的合字，意指來自全美相當落後貧窮地區的鄉巴佬。兒時因飲用過多Mountain Dew飲料而頂著一口大爛牙，曾多次墮胎，因受到診所員工嘲笑憤而使用獵槍殺人而入獄。蒂芬妮是一名狂熱的基督教擁護者，經常向其他獄友宣稱自己是上帝的使者，痛恨同性戀，又聲稱擁有治癒神力。第一季時與派珀不合並常找其麻煩。在一次激烈衝突中，被派珀打落數顆牙齒。在換上新牙後，性格不再同從前一樣偏激。後來失去了對宗教的狂熱又遭到獄友排擠，意外與大波成為好友。 |
| 凱莉·布萊克     | 麗亞·迪拉利亞       | 綽號「大波」（Big Boo），打扮相當男性化的壯碩女囚犯，常與其他女囚犯發生關係並為此沾沾自喜。後來和潘斯塔琪建立了神奇的友誼。角色原型為回憶錄中的Big Boo Clemmons。 |
| 泰莎·傑佛遜     | 丹妮尔·布鲁克斯     | 綽號「美味蒂」（Taystee），有著愛搞笑的性格，和普西不打不相識。早年流落街頭被犯罪組織頭目收留，因頭腦聰明以及對數字在行，常擔任組織的會計工作，後來因販賣海洛因而入獄。在獄中因腦袋靈光被卡普托選為其秘書。好友普塞死於與獄警的衝突後，悲慟不已於是發起討回公道、要求真相的訴求，最終成為第五季監獄暴動的導火線。 |
| 辛蒂·海耶斯     | 艾莉安·C·摩爾       | 綽號「黑辛蒂」（Black Cindy），美味蒂的好友。在美味蒂獲釋期間，和普塞也成為了朋友，並經常對派珀和其他囚犯惡作劇。在第三季起初只是要求監獄廚房為其提供猶太食品，在跟拉比和猶太囚犯接觸後，意識到自己熱愛宗教而皈依猶太教，取名為托娃。 |
| 普塞·華盛頓     | 萨米拉·威利         | 身材瘦弱的年輕黑人女子。喜歡閱讀，是監獄的圖書館管理員。家世背景良好，父親是駐德國美軍軍官，母親則是高知識分子。自小跟隨父親長期派駐海外，其同性戀傾向為父親接納，後因在街頭販售大麻被捕。第四季死於與獄警的肢體衝突，成為第五季監獄暴動的導火線。 |
| 蘇珊·沃倫       | 烏佐·阿杜巴         | 綽號「瘋眼」（Crazy Eyes），患有精神疾病和曾有暴力史的囚犯，曾經在派珀初入獄時迷戀過她。後來跟美味蒂、黑辛蒂及普塞等人成為朋友。 |
| 達雅納拉·狄亞茲 | 達絲莎·坡蘭科       | 暱稱達雅，拉丁裔囚犯。與獄警班尼陷入愛河並懷孕，為了兩人幸福著想不得不獻身色鬍，並好替班尼脫罪。 在暴動時因槍傷獄警，該獄警後來死亡，（但與槍傷沒太大關係）被送到最高設防監獄後因此事長期被獄警們虐待及針對，更因此被加刑至終生監禁，在最後兩季續漸黑化。 |
| 葛洛利亞·孟多薩 | 莎蕾妮絲·萊娃       | 來自波多黎各，最初為了兩個女兒隻身前往紐約尋找工作機會，後來遭到男友阿圖羅虐待並因詐騙行為入獄。紅老大被撤下廚房職務後，葛洛利亞接管了監獄廚房負責人一職，並將廚房的工作人員都替換為拉丁裔。 |
| 艾蓮達·狄亞茲   | 伊莉莎白·羅德里格斯 | 達雅的母親，為人尖酸刻薄且勢利眼，是位不負責任的母親。和毒蟲男友常進出監獄，在如此的「身教」之下，與眾多子女的關係逐漸疏離，達雅更步上其後塵。 |
| 瑪利索·岡薩雷斯 | 潔姬·克魯茲         | 綽號「瘦竹竿」（Flaca），年紀最輕的囚犯之一。身材高挑、愛打扮，喜歡成為關注的焦點。和瑪莉薩是好姊妹。 |
| 瑪麗亞·路易茲   | 潔西卡·皮門特爾     | 多明尼加裔，在獄中產下了一位女兒，卻不得不與其分開而十分沮喪。 在第三季開始，由於有大量多明尼加裔囚犯被送到低設防監獄，加上他搶佔了派珀「生意」，他逐漸成為拉丁裔囚犯的領導者。 |
| 布蘭卡·芙羅絲   | 勞拉·戈麥斯         | 多明尼加裔移民，有著一頭蓬亂的頭髮，平常以彎腰的姿勢走路，亦似乎不重視個人衛生。 |
| 弗蕾達·柏林     | 黛爾·索爾斯         | 年紀老邁、早年涉及多宗謀殺罪的重犯。監獄溫室的工作人員之一。對紅老大十分忠誠，一直待在其身邊。 |
| 山姆·希利       | 麥可·夏尼           | 監獄的資深輔導員。 |
| 喬·卡普托       | 尼克·桑多           | 利奇菲爾德典獄長。雖然是典獄長但實為資本家的傀儡，手中並無實權。曾滿懷理想試圖改善監獄管理制度，但最終只能與官僚體制妥協。與費格羅亞是一對歡喜冤家。 |
| 賴瑞·布魯姆     | 傑森·畢格斯         | 派珀的未婚夫，早先是派柏閨密波莉的鄰居，後與派柏認識。二人論及婚嫁時，派柏因參與其艾莉克斯的運毒計畫被判刑，婚事只得暫擱。隨著時間與距離最終沖淡兩人感情，在得知派柏在獄中與前女友艾莉克斯過從甚密時提出分手。 |

### 常設角色
- 蜜雪兒·荷斯特（英语：Michelle Hurst） 饰演 克勞迪小姐（Miss Claudette），海地裔移民，早年孤身來到美國，成立了一家清潔公司並收容無家可歸的孤兒。因殺害一名虐待孤兒的客戶而入獄。在第一季時為派珀的室友，後因與獄警發生肢體衝突被轉往高級戒備監獄，之後便未再登場。

- 拉維恩·考克斯 饰演 蘇菲亞·伯塞特（Sophia Burset），變性人，為了籌措變性手術的錢而持有多張假信用卡所以入獄。在獄中為其他囚友提供美髮沙龍服務；現正努力修補與兒子麥可的關係。

- 艾瑪·麥爾斯（英语：Emma Myles） 饰演 黎安·泰勒（Leanne Taylor），出身自賓州的傳統阿米希人家庭。洗衣房工作人員，總是跟安琪混在一起。曾經是潘斯塔琪的信仰擁護者。

- 茱麗·雷克（英语：Julie Lake） 饰演 安琪·賴斯（Angie Rice），由於大量吸毒牙齒變黃，也不注重儀容。洗衣房工作人員，總是跟黎安混在一起。曾經是潘斯塔琪的信仰擁護者。

- 黛安·格雷羅（英语：Diane Guerrero） 饰演 瑪利薩·拉莫斯（Maritza Ramos），哥倫比亞裔，年紀最輕的囚犯之一，長相甜美，瘦竹竿的好閏蜜。

- 安妮·高登（英语：Annie Golden） 饰演 諾瑪·羅曼諾 （Norma Romano），紅老大的好友兼得力助手，因有嚴重的口吃而甚少說話。

- 芭芭拉·羅森布拉特（英语：Barbara Rosenblat） 饰演 羅莎·西斯內羅斯 （Rosa Cisneros），患有末期癌症。早年因搶劫多家銀行而入獄。

- 貝絲·福勒（英语：Beth Fowler） 饰演 珍·英格斯 （Jane Ingalls），一名積極參與社會運動的異議人士，也是一名前修女。

- 康絲坦斯·舒爾曼（英语：Constance Shulman） 饰演 瓊斯（Jones），綽號「瑜珈瓊斯」，獄中的瑜珈老師，為人和善，常幫助新獄友融入新環境。

- 薇琪·茱蒂（英语：Vicky Jeudy）饰演 珍納·華生（Janae Watson），誤入歧途的短跑選手，曾擁有大學全額獎學金入學資格。

- 瑪德琳·布魯爾 饰演 翠西·米勒（Tricia Miller），早年因離家出走而流落街頭，在獄中因吸食毒品過量而死亡。

- 洛里·陳欽（英语：Lori Tan Chinn） 饰演 張妹（Mei Chang），獄中鮮有的亞裔囚犯，雖然沉默寡言但也有著幽默的一面。

- 姬米可·葛倫 饰演 布魯克·索索（Brook Soso），第二季加入。日本蘇格蘭混血兒。因為其嘮嘮叨叨的性格而遭到許多囚友討厭，後來與普塞交往。

- 羅莉·佩蒂（英语：Lori Petty） 饰演 拉莉·懷特希爾（Lolly Whitehill），第二季加入。有幻聽和被害妄想，認為自己一直被中央情報局、國家安全局、聯邦調查局等政府機構追蹤。

- 洛萊妮·圖桑特（英语：Lorraine Toussaint） 饰演 伊馮娜·帕克（Yvonne Parker），第二季加入。綽號「薇」，美味蒂的養母。毒販子，因販毒多次進出利奇菲爾德。紅老大的競爭對手，最後遭逃脫的羅莎用囚車撞死。

- 艾莉西雅·瑞娜（英语：Alysia Reiner）饰演 娜塔莉·費格羅亞（Natalie Figueroa），典獄長的特別行政助理，挪用大量監獄公款以資助丈夫的競選活動，最終東窗事發。第五季監獄暴動後，出任臨時典獄長。

- 帕布羅·薛伯饰演 喬治·曼戴茲（George Mendez），綽號「色鬍」，濫用權力的好色獄警，後因被設計與女犯人發生關係而被革職。

- 馬特·麥高瑞 饰演 約翰·班尼（John Bennett），退伍軍人出身，後成為獄警，與達雅相戀。

- 麥特·彼特斯（英语：Matt Peters） 饰演 喬爾·盧切克（Joel Luschek），男性獄警。

- 蘿倫·拉布庫斯（英语：Lauren Lapkus）饰演 蘇珊·費雪（Susan Fischer），女性獄警，卡普托的暗戀對象，後因頂撞卡普托而被炒魷魚。

- 喬伊·葛蘭（英语：Joel Marsh Garland） 饰演 S·歐尼爾（S. O'Neill），男性獄警。

- 凱瑟琳·柯廷（英语：Catherine Curtin） 饰演 汪達·貝爾（Wanda Bell），女性獄警。

- 瑪麗亞·迪斯拉（英语：Maria Dizzia） 饰演波莉·哈珀（Polly Harper），派珀的閨密，後與賴瑞發生婚外情。

- 麥可·切爾努斯（英语：Michael Chernus） 饰演卡爾·查普曼（Cal Chapman），派珀的哥哥。

## 制作
節目創作人珍姬·可汗閱讀過朋友寄給她的派珀·克爾曼的監獄回憶錄後，聯絡克爾曼舉行了一次會議向其介紹電視劇改編。可汗指出，她大部分時間都在向克爾曼詢問其在書中描述的經歷而不是一味推銷，這讓克爾曼覺得很吸引。可汗讓她知道她是這本書的粉絲，克爾曼同意改編並簽字。2011年7月，據透露Netflix正在與獅門電視協議將派珀·克爾曼的監獄回憶錄改編為13集電視節目，並由可汗擔任製作人。2011年11月，協議通過，電視劇改編獲批准。可汗最初想讓姬蒂·荷姆絲扮演派珀·查普曼的角色並會見了女演員討論此事，但其因忙於其他工作行程所以推辭。演員陣容於2012年8月公開，首先宣佈由泰勒·席林飾演派珀·查普曼，並由傑森·畢格斯飾演派珀的未婚夫賴瑞·布魯姆。
《勁》設置為位於紐約州利奇菲爾德的一個虛構的低戒備監獄中，利奇菲爾德是紐約州北部的一個真正存在的城鎮，但那裡其實沒有聯邦監獄。本劇於2013年3月7日開始在羅克蘭縣的前羅克蘭兒童精神病學中心拍攝，該建築是當時的羅克蘭州立醫院（Rockland State Hospital）的一部分，建於1970年，直到2010年關閉。

## 集數
| 季數 | 集数 | 集数 | 上線日期      | 上線日期      |
| ---- | ---- | ---- | ------------- | ------------- |
| 1    | 13   | 13   | 2013年7月11日 | 2013年7月11日 |
| 2    | 13   | 13   | 2014年6月6日  | 2014年6月6日  |
| 3    | 13   | 13   | 2015年6月11日 | 2015年6月11日 |
| 4    | 13   | 13   | 2016年6月17日 | 2016年6月17日 |
| 5    | 13   | 13   | 2017年6月9日  | 2017年6月9日  |
| 6    | 13   | 13   | 2018年7月27日 | 2018年7月27日 |
| 7    | 13   | 13   | 2019年7月26日 | 2019年7月26日 |